# 라이빈시
라이빈(내빈, 중국어: 来宾, 병음: Láibīn, 좡어:Leizbingz)은 중국 광시 좡족 자치구의 중앙에 위치한 지급시이다.

## 지리
라이빈은 광시 좡족 자치구의 중앙에 위치한다. 서강의 지류인 훙수이강과 융강이 라이빈에서 만난다. 전체 면적의 43% 이상이 숲으로 덮여있다.

## 기후
| 라이빈시의 기후                                               | 라이빈시의 기후 | 라이빈시의 기후 | 라이빈시의 기후 | 라이빈시의 기후 | 라이빈시의 기후 | 라이빈시의 기후 | 라이빈시의 기후 | 라이빈시의 기후 | 라이빈시의 기후 | 라이빈시의 기후 | 라이빈시의 기후 | 라이빈시의 기후 | 라이빈시의 기후 |
| 월                                                            | 1월             | 2월             | 3월             | 4월             | 5월             | 6월             | 7월             | 8월             | 9월             | 10월            | 11월            | 12월            | 연간            |
| ------------------------------------------------------------- | --------------- | --------------- | --------------- | --------------- | --------------- | --------------- | --------------- | --------------- | --------------- | --------------- | --------------- | --------------- | --------------- |
| 역대 최고 기온 °C (°F)                                        | 27.6 (81.7)     | 33.0 (91.4)     | 34.7 (94.5)     | 36.7 (98.1)     | 36.6 (97.9)     | 37.2 (99.0)     | 39.6 (103.3)    | 39.5 (103.1)    | 38.2 (100.8)    | 36.2 (97.2)     | 32.7 (90.9)     | 29.6 (85.3)     | 39.6 (103.3)    |
| 일평균 최고 기온 °C (°F)                                      | 15.1 (59.2)     | 17.3 (63.1)     | 20.2 (68.4)     | 26.0 (78.8)     | 30.0 (86.0)     | 31.9 (89.4)     | 33.1 (91.6)     | 33.4 (92.1)     | 31.8 (89.2)     | 28.2 (82.8)     | 23.4 (74.1)     | 18.0 (64.4)     | 25.7 (78.3)     |
| 일일 평균 기온 °C (°F)                                        | 11.2 (52.2)     | 13.5 (56.3)     | 16.5 (61.7)     | 21.9 (71.4)     | 25.6 (78.1)     | 27.7 (81.9)     | 28.6 (83.5)     | 28.6 (83.5)     | 26.8 (80.2)     | 23.1 (73.6)     | 18.2 (64.8)     | 13.1 (55.6)     | 21.2 (70.2)     |
| 일평균 최저 기온 °C (°F)                                      | 8.6 (47.5)      | 10.7 (51.3)     | 13.9 (57.0)     | 18.9 (66.0)     | 22.5 (72.5)     | 24.9 (76.8)     | 25.5 (77.9)     | 25.3 (77.5)     | 23.3 (73.9)     | 19.5 (67.1)     | 14.6 (58.3)     | 9.8 (49.6)      | 18.1 (64.6)     |
| 역대 최저 기온 °C (°F)                                        | −0.9 (30.4)     | 0.4 (32.7)      | 0.7 (33.3)      | 7.6 (45.7)      | 12.6 (54.7)     | 16.9 (62.4)     | 19.7 (67.5)     | 20.5 (68.9)     | 15.0 (59.0)     | 8.6 (47.5)      | 2.6 (36.7)      | −1.2 (29.8)     | −1.2 (29.8)     |
| 평균 강수량 mm (인치)                                         | 53.7 (2.11)     | 40.1 (1.58)     | 84.5 (3.33)     | 95.3 (3.75)     | 208.9 (8.22)    | 290.3 (11.43)   | 204.6 (8.06)    | 159.9 (6.30)    | 93.9 (3.70)     | 53.8 (2.12)     | 50.9 (2.00)     | 38.3 (1.51)     | 1,374.2 (54.11) |
| 평균 강수일수 (≥ 0.1 mm)                                      | 11.0            | 10.7            | 16.3            | 14.0            | 15.8            | 17.5            | 16.4            | 13.9            | 9.3             | 6.6             | 6.8             | 7.9             | 146.2           |
| 평균 강설일수                                                 | 0.2             | 0               | 0               | 0               | 0               | 0               | 0               | 0               | 0               | 0               | 0               | 0.1             | 0.3             |
| 평균 상대 습도 (%)                                            | 74              | 76              | 80              | 78              | 78              | 82              | 79              | 78              | 74              | 70              | 71              | 69              | 76              |
| 평균 월간 일조시간                                            | 60.9            | 52.4            | 42.0            | 76.0            | 116.7           | 121.6           | 177.3           | 185.4           | 176.7           | 161.1           | 125.3           | 105.3           | 1,400.7         |
| 가능 일조율                                                   | 18              | 16              | 11              | 20              | 28              | 30              | 43              | 47              | 48              | 45              | 38              | 32              | 31              |
| 출처: 중국기상국 (평년값: 1991년~2020년, 극값: 1981년~2010년) |                 |                 |                 |                 |                 |                 |                 |                 |                 |                 |                 |                 |                 |

## 역사
라이빈은 고대의 마을로 그 역사는 2000년이 넘었다. 이 지역에는 3만년 전부터의 선사 시대부터 사람이 살기 시작했다. 2004년에 라이빈 시가 설립되었다.

## 경제
라이빈은 중요한 교통축으로 몇 개의 고속도로, 국도, 철로가 통과하고 훙수이를 따라 홍콩, 마카오, 광저우로 운송이 이루어진다. 농업이 주요 산업으로 사탕수수, 쌀, 땅콩, 차, 과일이 주요 작물이다. 라이빈에는 설탕 가공업, 발전, 건자재, 광업, 중국 의학 등을 포함한 600개 이상의 산업이 있다. 전 세계 인듐의 4분의 1이 이곳에서 생산된다.

## 주민
한족과 야오족이 가장 큰 민족 집단이다.

## 문화
라이빈은 독특한 소수 민족 문화(특히 야오족)의 수많은 전형들로 채워져있다. 야오족 전통춤을 포함해 많은 종류의 춤이 이곳에서만 발견된다.

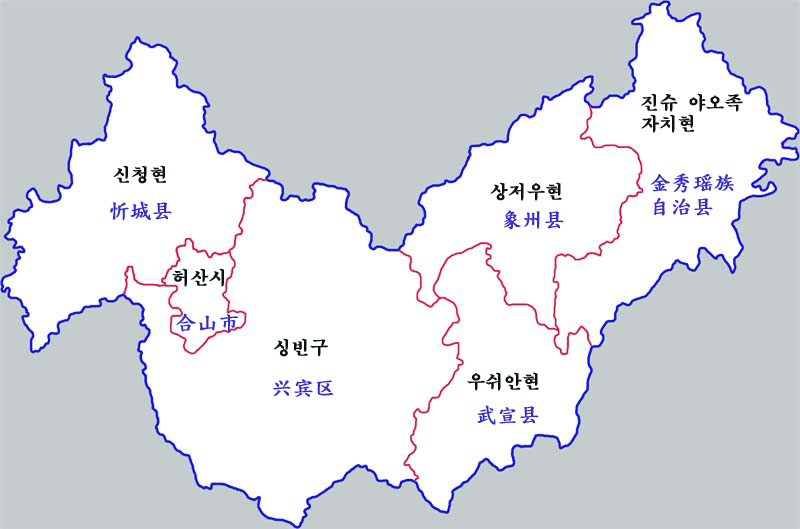
라이빈시 현급구역

## 행정 구역
1개 시할구, 1개 현급시, 3개 현, 1개 자치현을 관할한다.
시할구
- 싱빈 구(兴宾区)

현급시
- 허산 시(合山市)

현
- 샹저우 현(象州县)
- 우쉬안 현(武宣县)
- 신청 현(忻城县)

자치현
- 진슈 야오족 자치현(金秀瑶族自治县)